# Вольная борьба на летних Олимпийских играх 1920 — до 82,5 кг
Соревнования по вольной борьбе в рамках Олимпийских игр 1920 года в полутяжёлом весе (до 82,5 килограммов) прошли в Антверпене с 25 по 27 августа 1920 года в Зале торжеств Королевского зоологического общества. 
Схватка по регламенту турнира продолжалась один десятиминутный раунд, кроме финальных встреч, которые состояли из трёх раундов по 10 минут каждый. Схватка могла быть досрочно закончена чистой победой. 
Турнир проводился по системе с выбыванием после поражения. Проигравшие в полуфинале разыгрывали между собой третье место. Титул разыгрывался между 13 борцами. 
Вольная борьба в то время культивировалась в основном в США, и часто борцам из Европы нечего было противопоставить своим конкурентам. Тем не менее в этом весе золотую и серебряную награду разыграли между собой швед Андерс Ларссон и швейцарец  Шарль Куран. Победил во встрече Ларссон, у которого это было единственное известное международное выступление, а Куран, который был вынужден ввиду травмы сняться с финальной встречи вскоре после её начала, на следующих играх стал бронзовым призёром. За третье место конкурировали два американца и победу одержал Вальтер Маурер

## Призовые места
- Андерс Ларссон
- Шарль Куран
- Вальтер Маурер

## Турнир

### Первый круг
| Участник 1       | Результат   | Участник 2      |
| ---------------- | ----------- | --------------- |
| Андерс Ларссон   | Туше (4:43) | Франсуа Мейер   |
| Йохан Галлен     | По очкам    | Гиацинт Розен   |
| Вальтер Маурер   | Туше (1:49) | Пьер Ледро      |
| Эмиль Вестерлунд | По очкам    | Ноэль Рис       |
| Шарль Куран      | По очкам    | Ян ван Ренсбург |

### Четвертьфинал
| Участник 1     | Результат | Участник 2       |
| -------------- | --------- | ---------------- |
| Андерс Ларссон | По очкам  | Йохан Галлен     |
| Вальтер Маурер | По очкам  | Эмиль Вестерлунд |
| Шарль Куран    | По очкам  | Анри Сноек       |
| Джон Редман    | По очкам  | Уолтер Уилсон    |

### Полуфинал
| Участник 1     | Результат   | Участник 2     |
| -------------- | ----------- | -------------- |
| Андерс Ларссон | По очкам    | Вальтер Маурер |
| Шарль Куран    | Туше (2:38) | Джон Редман    |

### Финал
| Участник 1     | Результат            | Участник 2  |
| -------------- | -------------------- | ----------- |
| Андерс Ларссон | Отказ от продолжения | Шарль Куран |

### Встреча за третье место
| Участник 1     | Результат | Участник 2  |
| -------------- | --------- | ----------- |
| Вальтер Маурер | Неявка    | Джон Редман |